# Puiești (Vaslui)
Puiești is een Roemeense gemeente in het district Vaslui.
Puiești telt 4911 inwoners.